# تيرينس دونوفان
تيرينس دونوفان (بالإنجليزية: Terence Donovan)‏ هو ممثل أسترالي، ولد في 28 أكتوبر 1942 في المملكة المتحدة.

## وصلات خارجية
- تيرينس دونوفان على موقع IMDb (الإنجليزية)
- تيرينس دونوفان على موقع ديسكوغز (الإنجليزية)
- تيرينس دونوفان على موقع قاعدة بيانات الفيلم (الإنجليزية)